# Sarrameanaceae
Sarrameanaceae es una familia de hongos en el orden Sarrameanales.

## Géneros
- Loxospora
- Sarrameana